# Oreste Tosini
Oreste Tosini (all'anagrafe Oreste Domenico Giuseppe Tosini) (Alessandria, 7 luglio 1904 – Genova, 31 ottobre 1965) è stato un calciatore italiano, di ruolo centrocampista.

## Carriera
Debuttò con la maglia dell'Alessandrina, squadra di breve vita confluita, nel 1920, nell'Alessandria; con la maglia grigia dei piemontesi disputò diversi campionati, vincendo una Coppa CONI nel 1927.
In quell'anno passò al Napoli. Al suo nome è legata la prima vittoria della squadra azzurra nella massima divisione del campionato, messa a segno il 25 settembre 1927 allo Stadio Militare dell'Arenaccia contro la Reggiana (4-0); al termine della stagione fu il secondo miglior cannoniere della rosa, dietro a Ghisi I.
Successivamente disputò una gara con i G.C. Vigevanesi nel campionato di Serie B 1931-1932, e chiuse nelle serie minori con la Valenzana (club nel quale aveva già militato in gioventù), con la quale vinse il Campionato Provinciale Amatori nel 1933, e con il Costanza Mortara.

## Palmarès
- Coppa CONI: 1

Alessandria: 1927